# Yamanashi
Yamanashi (jap. 山梨市, -shi) ist eine Stadt in der Präfektur Yamanashi in Japan.

## Geographie

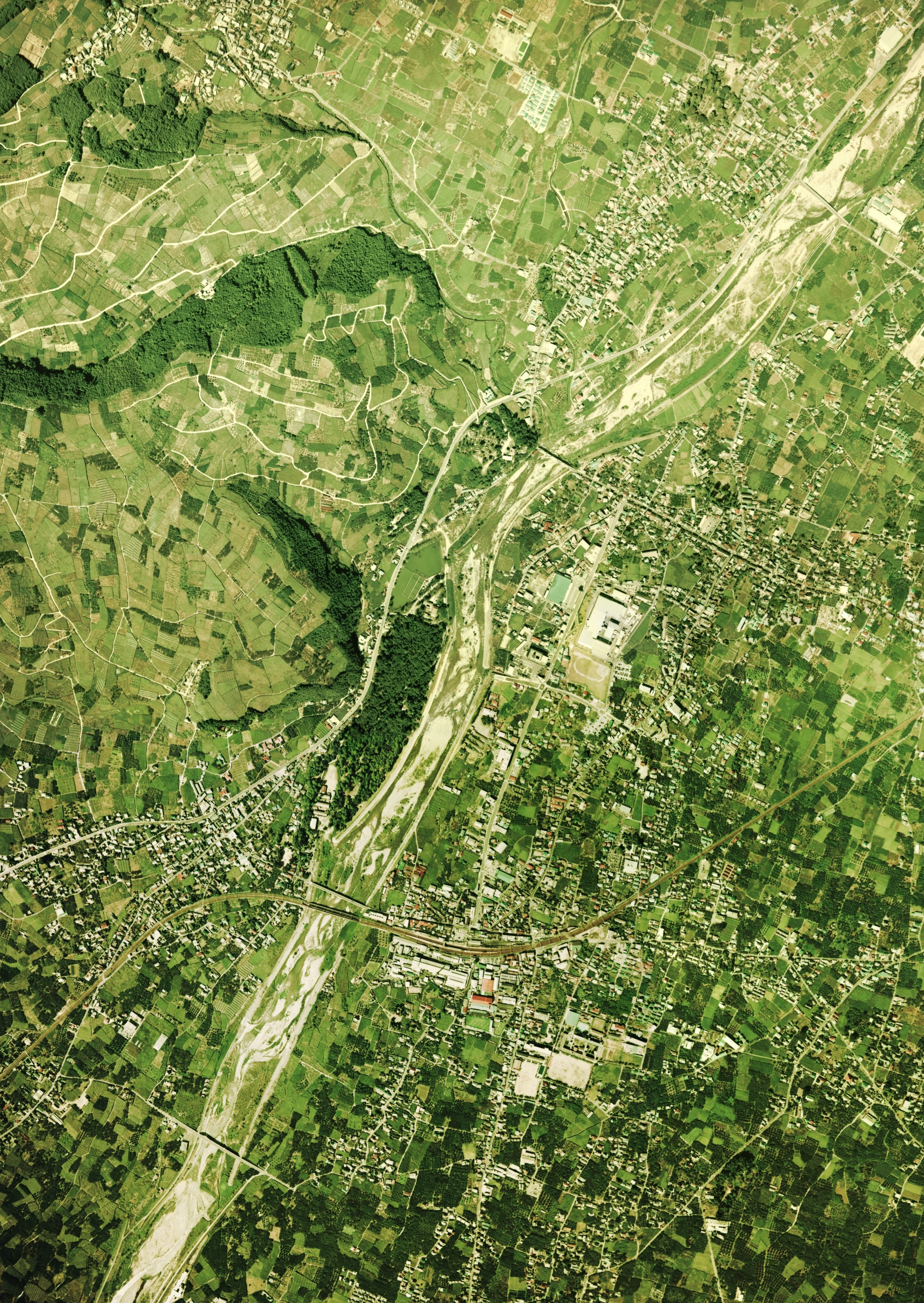
Der Stadtkern von Yamanashi in einem MLIT-Luftbild von 1975

Das Zentrum der Stadt Yamanashi liegt am Fuefuki im Nordostausläufer des Kōfu-Beckens (Kōfu bonchi) östlich von Kōfu. Seit der Neugründung 2005 reicht das Stadtgebiet im Norden bis an die Präfekturgrenze von Yamanashi und umfasst das Quellgebiet des Fuefuki sowie einige 2000er des Kantō- bzw. Chichibu-Gebirges (Kantō/Chichibu sanchi). An der Nordgrenze der Stadt erhebt sich am „Dreipräfektureneck“ Yamanashi/Saitama/Nagano im Chichibu-Tama-Kai-Nationalpark der 2475 m hohe Kobushigatake.
Yamanashi liegt westlich von Tokio, südlich von Nagano, nördlich von Shizuoka und östlich von Nagoya.

## Geschichte
1954 schlossen sich im Kreis Ost-Yamanashi (Higashi-Yamanashi-gun) die Städte (-chō) Kusakabe (日下部; nördliches Stadtzentrum) und Kanoiwa (加納岩; südliches Stadtzentrum) und die Dörfer (-mura) Yamanashi (山梨; im Südwesten), Yawata (八幡; im damaligen Nordwesten), Iwade (岩手; im damaligen Norden), Goyashiki (後屋敷; im Osten) und Hikawa (日川; im Süden)  zur ersten [kreisfreien] Stadt Yamanashi (Yamanashi-shi) zusammen. Die heutige Stadt Yamanashi entstand 2005 in einer „Neugründungsfusion“ (shinsetsu gappei; dabei entsteht formal eine neue Gemeinde, auch wenn diese gleichnamig mit einem der Vorläufer ist) der alten Stadt Yamanashi mit der [kreisangehörigen] Stadt Makioka (牧丘) oberhalb der Einmündung des Tsuzumi-gawa flussaufwärts und dem Dorf Mitomi (三富) am Oberlauf des Fuefuki.

## Sehenswürdigkeiten
- Seihaku-ji

## Verkehr
- Straße:
  - Nationalstraße 140,411
- Zug:
  - JR Chūō-Hauptlinie nach Tokio oder Nagoya

## Städtepartnerschaften

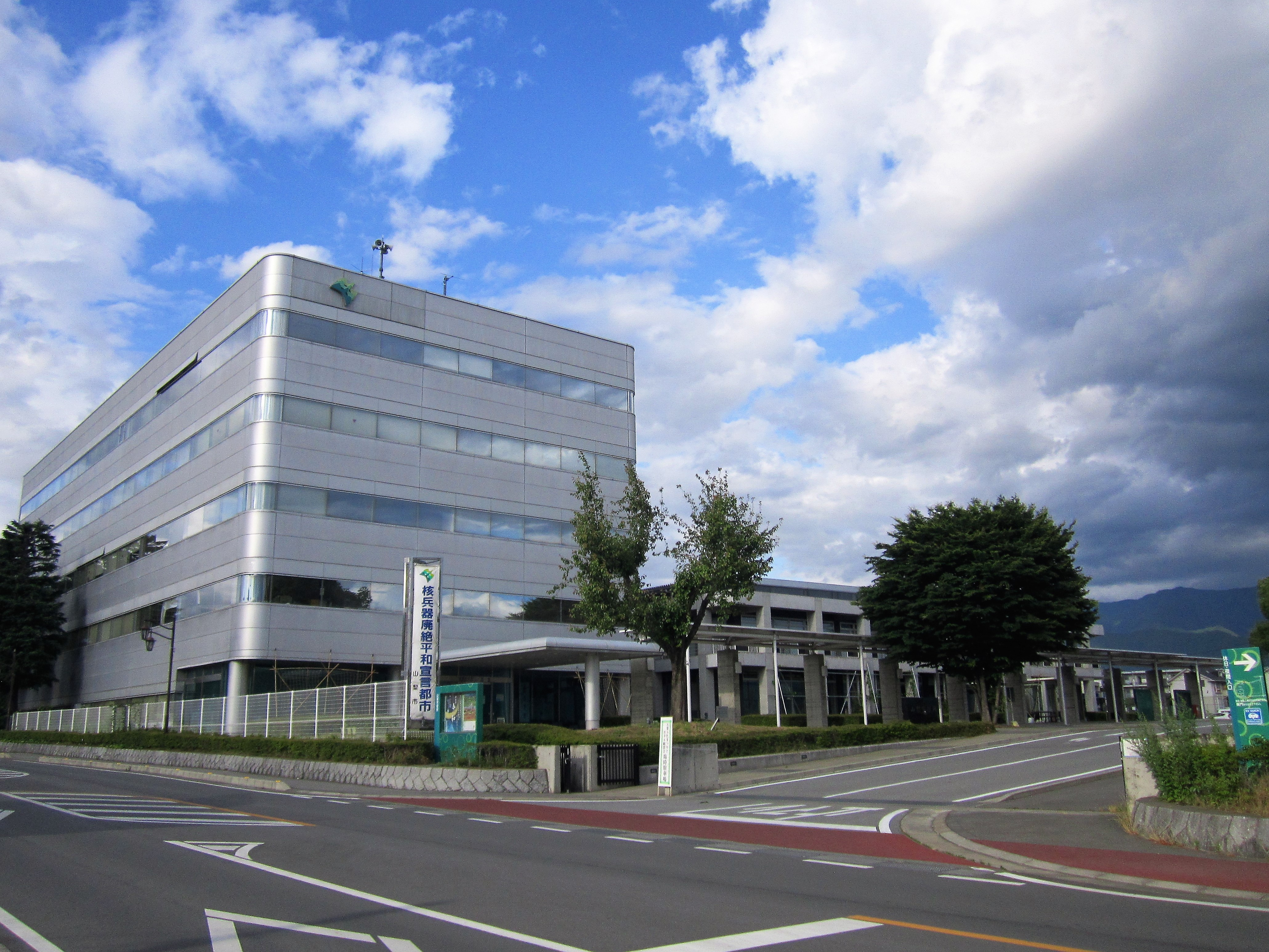
Rathaus

- Sioux City, USA, seit 2003

## Angrenzende Städte und Gemeinden
- Präfektur Yamanashi
  - Kōfu
  - Fuefuki
  - Kōshū
- Präfektur Saitama
  - Chichibu
- Präfektur Nagano
  - Kawakami

## Söhne und Töchter (Auswahl)
- Nezu Kaihirō (1860–1940), Unternehmer, Politiker und Kunstsammler
- Tokuhei Sada (1909–1933), Schwimmer
- Mariko Hayashi (* 1954), Schriftstellerin, Essayistin und Kolumnistin
- Tōru Suzuki (* 1987), Dartspieler
- Ayu Nakada (* 1993), Fußballspielerin
- Kōki Wakasugi (* 1995), Fußballspieler